# Maktum bin Rashid Al Maktum
Maktūm bin Rāshid Āl Maktūm (in arabo مكتوم بن راشد آل مكتوم‎?; Dubai, 15 agosto 1943 – Gold Coast, 4 gennaio 2006), è stato emiro di Dubai dal 1990 al 2006, Primo ministro e vicepresidente degli Emirati Arabi Uniti dal 1971 al 2004 e presidente ad interim della stessa nazione nel 2004.

## Biografia
Maktum bin Rashid nacque ad al-Shindagha, Dubai, il 15 agosto 1943 ed era figlio di Rāshid bin Saʿīd Āl Maktūm e dalla consorte Shaykha Laṭīfa bint Ḥamdān Āl Nahyān.
Fu il primo capo del governo del suo paese dal 9 dicembre 1971 al 25 aprile 1979, quando fu sostituito da suo padre. Alla morte di quest'ultimo, il 7 ottobre 1990 gli succedette come emiro di Dubai e vicepresidente della Federazione e riprese la sua carica di capo dell'esecutivo federale. Mantenne i tre incarichi fino alla sua morte il 4 gennaio 2006.
Maktūm fu per un breve periodo, nei giorni 2 e 3 novembre 2004, ovvero tra la morte dell'emiro Zayed bin Sultan Al Nahyan e la proclamazione e investitura del di lui figlio Khalifa, presidente degli Emirati Arabi Uniti in seguito alla morte.
Lo sceicco Maktoum gestiva l'emirato di Dubai insieme ai suoi due fratelli, Moḥammed (principe ereditario e ministro della Difesa) e Hamdan (ministro federale dell'emirato).
A livello internazionale, era anche conosciuto per l'essere comproprietario (con i suoi fratelli) delle scuderie Godolphin di Dubai, che gareggia in importanti corse di cavalli in tutto il mondo.
Morì durante il soggiorno presso l'Hotel Palazzo Versace di Gold Coast, in Queensland, la mattina del 4 gennaio 2006 per un attacco di cuore all'età di 62 anni. Gli succedette suo fratello Moḥammed, sia come sovrano di Dubai che come vicepresidente della Federazione e capo del governo federale. La sua salma fu rimpatriata e sepolta a Dubai.

## Ascendenza
|                                       |                                       |                                       | Genitori       |  |  | Nonni |  |  | Bisnonni                               |  |  | Trisnonni                           |  |
|                                       |                                       |                                       |                |  |  |       |  |  | sceicco Maktūm II bin Hasher Āl Maktūm |  |  | sceicco Hasher bin Maktūm Āl Maktūm |  |
|                                       |                                       |                                       |                |  |  |       |  |  | sceicco Maktūm II bin Hasher Āl Maktūm |  |  | sceicco Hasher bin Maktūm Āl Maktūm |  |
|                                       |                                       | ?                                     |                |  |  |       |  |  | sceicco Maktūm II bin Hasher Āl Maktūm |  |  |                                     |  |
| sceicco Saʿīd II bin Maktūm Āl Maktūm |                                       |                                       |                |  |  |       |  |  | sceicco Maktūm II bin Hasher Āl Maktūm |  |  |                                     |  |
|                                       |                                       | ?                                     | ?              |  |  |       |  |  |                                        |  |  |                                     |  |
|                                       |                                       | ?                                     | ?              |  |  |       |  |  |                                        |  |  |                                     |  |
|                                       |                                       | ?                                     | ?              |  |  |       |  |  |                                        |  |  |                                     |  |
| sceicco Rāshid II bin Saʿīd Āl Maktūm |                                       | ?                                     |                |  |  |       |  |  |                                        |  |  |                                     |  |
|                                       |                                       | ?                                     | ?              |  |  |       |  |  |                                        |  |  |                                     |  |
|                                       |                                       | ?                                     | ?              |  |  |       |  |  |                                        |  |  |                                     |  |
|                                       |                                       | ?                                     | ?              |  |  |       |  |  |                                        |  |  |                                     |  |
| sceicca Hassa bin Al Marr             |                                       | ?                                     |                |  |  |       |  |  |                                        |  |  |                                     |  |
|                                       |                                       | ?                                     | ?              |  |  |       |  |  |                                        |  |  |                                     |  |
|                                       |                                       | ?                                     | ?              |  |  |       |  |  |                                        |  |  |                                     |  |
|                                       |                                       | ?                                     | ?              |  |  |       |  |  |                                        |  |  |                                     |  |
| sceicco Maktūm bin Rāshid Āl Nahyān   |                                       | ?                                     |                |  |  |       |  |  |                                        |  |  |                                     |  |
|                                       | sceicco Zāyed I bin Khalīfa Āl Nahyān | sceicco Khalīfa bin Shakbut Āl Nahyān |                |  |  |       |  |  |                                        |  |  |                                     |  |
|                                       | sceicco Zāyed I bin Khalīfa Āl Nahyān | sceicco Khalīfa bin Shakbut Āl Nahyān |                |  |  |       |  |  |                                        |  |  |                                     |  |
|                                       | sceicco Zāyed I bin Khalīfa Āl Nahyān | ?                                     |                |  |  |       |  |  |                                        |  |  |                                     |  |
| sceicco Ḥamdān bin Zāyed Āl Nahyān    | sceicco Zāyed I bin Khalīfa Āl Nahyān |                                       |                |  |  |       |  |  |                                        |  |  |                                     |  |
|                                       |                                       | ?                                     | ?              |  |  |       |  |  |                                        |  |  |                                     |  |
|                                       |                                       | ?                                     | ?              |  |  |       |  |  |                                        |  |  |                                     |  |
|                                       |                                       | ?                                     | ?              |  |  |       |  |  |                                        |  |  |                                     |  |
| sceicca Laṭīfa bint Ḥamdān Āl Nahyān  |                                       | ?                                     |                |  |  |       |  |  |                                        |  |  |                                     |  |
|                                       |                                       | sceicco Obaid bin Mejren              | sceicco Mejren |  |  |       |  |  |                                        |  |  |                                     |  |
|                                       |                                       | sceicco Obaid bin Mejren              | sceicco Mejren |  |  |       |  |  |                                        |  |  |                                     |  |
|                                       |                                       | sceicco Obaid bin Mejren              | ?              |  |  |       |  |  |                                        |  |  |                                     |  |
| sceicca Shamseh bint Obaid bin Mejren |                                       | sceicco Obaid bin Mejren              |                |  |  |       |  |  |                                        |  |  |                                     |  |
|                                       |                                       | ?                                     | ?              |  |  |       |  |  |                                        |  |  |                                     |  |
|                                       |                                       | ?                                     | ?              |  |  |       |  |  |                                        |  |  |                                     |  |
|                                       |                                       | ?                                     | ?              |  |  |       |  |  |                                        |  |  |                                     |  |
|                                       |                                       | ?                                     |                |  |  |       |  |  |                                        |  |  |                                     |  |